# Олона (Павија)
Олона је насеље у Италији у округу Павија, региону Ломбардија.
Према процени из 2011. у насељу је живело 73 становника. Насеље се налази на надморској висини од 69 м.